# Ерік Агірре
Ерік Агірре (ісп. Erick Aguirre, нар. 23 лютого 1997) — мексиканський футболіст, захисник клубу «Пачука».
Виступав, зокрема, за клуб «Монаркас», а також олімпійську збірну Мексики.

## Клубна кар'єра
У дорослому футболі дебютував 2014 року виступами за команду клубу «Монаркас», в якій провів два сезони, взявши участь у 37 матчах чемпіонату.
До складу клубу «Пачука» приєднався 2016 року. Відтоді встиг відіграти за команду з Пачука-де-Сото 25 матчів в національному чемпіонаті.

## Виступи за збірні
Протягом 2015—2016 років залучався до складу молодіжної збірної Мексики. На молодіжному рівні зіграв у 14 офіційних матчах.
2016 року захищав кольори олімпійської збірної Мексики. У складі цієї команди провів 2 матчі. У складі збірної — учасник футбольного турніру на Олімпійських іграх 2016 року у Ріо-де-Жанейро.

## Титули і досягнення

### Клубні
«Морелія»
- Володар Суперкубка Мексики: 2014

«Пачука»
- Ліга чемпіонів КОНКАКАФ: 2017

«Монтеррей»
- Ліга чемпіонів КОНКАКАФ: 2021

### Збірні
Мексика
- Юнацький чемпіонат КОНКАКАФ (U-17): 2013
- Молодіжний чемпіонат КОНКАКАФ: 2015
- Бронзовий олімпійський призер: 2020